# Nathalie Péchalat
Nathalie Péchalat (Rouen, 22 de dezembro de 1983) é uma ex-patinadora artística francesa. Péchalat competiu na dança no gelo. Ela conquistou com Fabian Bourzat duas medalhas de bronze em campeonatos mundiais, e duas medalhas de ouro em campeonatos europeus, e foram campeões cinco vezes do campeonato nacional francês.

## Principais resultados

### Com Fabian Bourzat
| Resultados | Resultados       | Resultados       | Resultados        | Resultados        | Resultados        | Resultados       | Resultados        | Resultados       | Resultados        | Resultados        | Resultados       | Resultados        | Resultados        | Resultados        | Resultados    | Resultados    |
| Internacional | Internacional    | Internacional    | Internacional     | Internacional     | Internacional     | Internacional    | Internacional     | Internacional    | Internacional     | Internacional     | Internacional    | Internacional     | Internacional     | Internacional     | Internacional | Internacional |
| Evento/Temporada | 2000– 2001       | 2001– 2002       | 2002– 2003        | 2003– 2004        | 2004– 2005        | 2005– 2006       | 2006– 2007        | 2007– 2008       | 2008– 2009        | 2009– 2010        | 2010– 2011       | 2011– 2012        | 2012– 2013        | 2013– 2014        |               |               |
| --- | ---------------- | ---------------- | ----------------- | ----------------- | ----------------- | ---------------- | ----------------- | ---------------- | ----------------- | ----------------- | ---------------- | ----------------- | ----------------- | ----------------- | ------------- | ------------- |
| Jogos Olímpicos |                  |                  |                   |                   |                   | 18.ª             |                   |                  |                   | 7.ª               |                  |                   |                   | 4.ª               |               |               |
| Campeonato Mundial |                  |                  |                   | 20.ª              | 19.ª              | 15.ª             | 12.ª              | 7.ª              | 5.ª               | 4.ª               | 4.ª              | Medalha de bronze | 6.ª               | Medalha de bronze |               |               |
| Campeonato Europeu |                  |                  |                   |                   | 12.ª              | 11.ª             |                   | 5.ª              | 4.ª               | 4.ª               | Medalha de ouro  | Medalha de ouro   | WD                |                   |               |               |
| GP Grand Prix Final |                  |                  |                   |                   |                   |                  |                   | 6.ª              |                   | Medalha de bronze | Medalha de prata | Medalha de bronze | Medalha de bronze | Medalha de bronze |               |               |
| GP Cup of China |                  |                  |                   | 7.ª               | 7.ª               |                  |                   |                  |                   |                   | Medalha de ouro  |                   | Medalha de ouro   | Medalha de ouro   |               |               |
| GP Cup of Russia |                  |                  |                   |                   |                   | 5.ª              |                   | Medalha de prata |                   |                   |                  |                   |                   |                   |               |               |
| GP NHK Trophy |                  |                  |                   |                   |                   |                  |                   |                  | Medalha de prata  |                   |                  |                   |                   |                   |               |               |
| GP Skate America |                  |                  |                   |                   |                   |                  | Medalha de bronze | Medalha de prata |                   |                   |                  | Medalha de prata  |                   |                   |               |               |
| GP Skate Canada International |                  |                  | 11.ª              |                   |                   |                  |                   |                  | Medalha de bronze | Medalha de prata  |                  | WD                |                   |                   |               |               |
| GP Trophée Éric Bompard |                  |                  | 9.ª               | 8.ª               | 8.ª               | 5.ª              | 7.ª               |                  |                   | Medalha de prata  | Medalha de ouro  | Medalha de prata  | Medalha de ouro   | Medalha de bronze |               |               |
| Finlandia Trophy |                  |                  |                   |                   |                   |                  |                   |                  |                   |                   | Medalha de ouro  |                   |                   |                   |               |               |
| Nebelhorn Trophy |                  |                  |                   |                   |                   |                  |                   |                  |                   |                   | Medalha de ouro  |                   |                   |                   |               |               |
| Universíada |                  |                  | Medalha de bronze |                   | Medalha de bronze |                  |                   |                  |                   |                   |                  |                   |                   |                   |               |               |
| Internacional – Júnior |                  |                  |                   |                   |                   |                  |                   |                  |                   |                   |                  |                   |                   |                   |               |               |
| Campeonato Mundial Júnior | 8.ª              | 6.ª              |                   |                   |                   |                  |                   |                  |                   |                   |                  |                   |                   |                   |               |               |
| JGP Grand Prix Júnior Final |                  | 7.ª              |                   |                   |                   |                  |                   |                  |                   |                   |                  |                   |                   |                   |               |               |
| JGP JGP China | Medalha de prata |                  |                   |                   |                   |                  |                   |                  |                   |                   |                  |                   |                   |                   |               |               |
| JGP JGP França | 6.ª              |                  |                   |                   |                   |                  |                   |                  |                   |                   |                  |                   |                   |                   |               |               |
| JGP JGP Japão |                  | Medalha de prata |                   |                   |                   |                  |                   |                  |                   |                   |                  |                   |                   |                   |               |               |
| JGP JGP Países Baixos |                  | 4.ª              |                   |                   |                   |                  |                   |                  |                   |                   |                  |                   |                   |                   |               |               |
| Nacional |                  |                  |                   |                   |                   |                  |                   |                  |                   |                   |                  |                   |                   |                   |               |               |
| Campeonato Francês |                  |                  | Medalha de bronze | Medalha de bronze | Medalha de prata  | Medalha de prata | Medalha de prata  |                  | Medalha de ouro   |                   | Medalha de ouro  | Medalha de ouro   | Medalha de ouro   | Medalha de ouro   |               |               |
| Campeonato Francês – Júnior | Medalha de ouro  | Medalha de ouro  |                   |                   |                   |                  |                   |                  |                   |                   |                  |                   |                   |                   |               |               |
| Equipes |                  |                  |                   |                   |                   |                  |                   |                  |                   |                   |                  |                   |                   |                   |               |               |
| Jogos Olímpicos |                  |                  |                   |                   |                   |                  |                   |                  |                   |                   |                  |                   |                   | 6.ª 6T/4P         |               |               |
| Troféu Mundial por Equipes |                  |                  |                   |                   |                   |                  |                   |                  |                   |                   |                  | 4.ª 4T/3P         |                   |                   |               |               |
| |                  |                  |                   |                   |                   |                  |                   |                  |                   |                   |                  |                   |                   |                   |               |               |
| Legenda: GP = Grand Prix; JGP = Grand Prix Júnior; WD = Abandonou; T = Posição da equipe; P = Posição individual; Competição não foi disputada nesta temporada |                  |                  |                   |                   |                   |                  |                   |                  |                   |                   |                  |                   |                   |                   |               |               |

### Com Michael Zenezini
| JGP JGP Noruega                  | 6.ª |  |  |  |  |  |  |  |  |  |  |  |
|                                  |     |  |  |  |  |  |  |  |  |  |  |  |
| Legenda: JGP = Grand Prix Júnior |     |  |  |  |  |  |  |  |  |  |  |  |

### Com Julien Deheinzelin
| JGP JGP Eslováquia               | 11.ª |     |  |  |  |  |  |  |  |  |  |  |
| JGP JGP Hungria                  |      | 5.ª |  |  |  |  |  |  |  |  |  |  |
| JGP JGP Ucrânia                  | 12.ª | 8.ª |  |  |  |  |  |  |  |  |  |  |
|                                  |      |     |  |  |  |  |  |  |  |  |  |  |
| Legenda: JGP = Grand Prix Júnior |      |     |  |  |  |  |  |  |  |  |  |  |